# تنظيم الحفلات (تسويق)
تنظيم الحفلات هو أحد طرق تسويق المنتجات من خلال استضافة ما يعرف باسم الحدث الاجتماعي حيث تعرض المنتجات للبيع. وهو أيضًا أحد أشكال البيع المباشر. فالطريقة الأساسية لتوليد عملاء المبيعات المتوقعين لمبيعات تنظيم الحفلات المنزلية هي الحفلة المنزلية نفسها: حيث يستخدم البائع نموذج الحفلة المنزلية كمصدر للأعمال المستقبلية وذلك عن طريق سؤال الحاضرين عن رغبتهم في إقامة حفلات أخرى لبيع المنتجات.
يعتمد البيع المباشر أثناء تنظيم الحفلات على طريقة التسويق الشبكي (فيدفع للبائع قيمة مبيعاته ومبيعات الأشخاص الذين وظفهم أو الرعاة) بدلاً من التسويق المباشر (حيث يدفع للبائع قيمة المبيعات التي يُحققها فقط).
ابتكرت النساء أسلوب تنظيم الحفلات بشكل أساسي لبيع المنتجات التي تلقى استحسان النساء، مثل أدوات المطبخ، وأغراض ديكور المنزل، والمجوهرات, ومستحضرات التجميل، وحقائب اليد، وغيرها من المنتجات المشابهة. ومن بين المنتجات التي أُضيفت حديثًا لهذا المجال ملابس النساء الداخلية، النبيذ وأيضًا الألعاب الجنسية. أحيانًا تُقام الحفلة المجمعة، حيث تقدم تشكيلة متنوعة من السِلع للبيع.

## كيف تعمل
في هذا النظام، يقوم ممثلو شركات المبيعات، وغالبًا ما يكونون من النساء، بالتحدث مع سيدات أخريات حول استضافتهن لحدث اجتماعي في منازلهن حيث يتم عرض منتجاتهن. في مقابل ذلك، ستمنحهن الشركة هدايا الضيافة وجزءًا من إيرادات السلع المباعة. وغالبًا ما تقوم الشركة بإهداء الحاضرين هدية ذات قيمة رمزية كحافز يحثهم على الحضور.
وأثناء الحدث تقوم البائعة بعرض وتقديم منتجات متنوعة. ثم تقوم بتسجيل طلبات الحاضرين. كما تقوم الشركة بدفع عمولة للبائعة بشكلٍ دائم في معظم الأحيان بناءً على معدل مبيعاتها. وإذا استطاعت البائعة توظيف أفراد مبيعات آخرين في الشركة، فستتلقى عمولة أيضًا بناءً على مبيعات موظفيها.

## معلومات تاريخية
يُعتبر تنظيم الحفلات في الأصل أحد ابتكارات السيدة برواني وايز، والتي قامت بتطويره من أجل شركة تابروير في بداية خمسينيات القرن الماضي. مما أدى إلى منافسة شركات أخرى لنجاح شركة تابروير بشكل كبير.

## النقد
واجهت فكرة تنظيم الحفلات انتقادًا لأنها تستغل التقاليد الاجتماعية بطرق تربك «الضيوف» لشراء أغراض لا يريدونها.
بالرغم من ذلك، تتميَّز حفلات محفظة اليد التي تُقام من خلال برنامج مخصص من صاحب المصنع باختلافها عن بعض الحفلات الأخرى وذلك في أن السلع المعروضة في هذه الحفلات تتكون من محافظ مُقلدة وتعرف باسم سلع التقليد والتي تقلد محافظ الماركات العالمية المنتشرة. وعادةً ما يتم شراء سلع حفلات المحفظة في الولايات المتحدة بالجملة من المهربين في الحي الصيني بمدينة نيويورك أو في منطقة الألبسة بمدينة لوس أنجلوس ثم تباع إلى العملاء المضمونين بسعر أعلى بشكل ملحوظ، لكن يبقى أقل من أسعار التجزئة للمنتجات الأصلية. كما ترتبط هذه البضائع المُهربة بـالجريمة المنظمة وتمويل الإرهاب, ولذلك باتت حفلات المحفظة ذات أهمية كبيرة بالنسبة إلى عمليات تطبيق القانون. ويعتبر بيع مثل هذه المحافظ ذات العلامة التقليدية للمُصمِّم جريمة فدرالية في الولايات المتحدة الأمريكية وتُسمى الاتجار في البضائع المُقلدة، حتى إذا أبلغ البائع المُشتري بأن المحفظة ليست أصلية.